# Taça da Liga 2015-2016
La Taça da Liga 2015–2016 è la 9ª edizione del torneo. La competizione è iniziata il 2 agosto 2015 e si è conclusa il 20 maggio 2016.
Il Benfica si è aggiudicato per la settima volta tale trofeo superando il Marítimo, alla seconda finale consecutiva, per 6-2.

## Primo turno
| Squadra 1        | Risultato          | Squadra 2          |
| ---------------- | ------------------ | ------------------ |
| Oliveirense      | 1 – 1 (5–3 d.c.r.) | Farense            |
| Mafra            | 0 – 2              | Leixões            |
| Gil Vicente      | 1 – 1 (4–5 d.c.r.) | Académico de Viseu |
| Santa Clara      | 1 – 1 (5–6 d.c.r.) | Atlético CP        |
| Penafiel         | 2 – 0              | Olhanense          |
| Portimonense     | 3 – 0              | Desp. Aves         |
| Chaves           | 0 – 2              | Varzim             |
| Feirense         | 2 – 1              | Covilhã            |
| Oriental Lisbona | 1 – 1 (4–2 d.c.r.) | Freamunde          |

## Secondo turno
| Squadra 1        | Risultato          | Squadra 2          |
| ---------------- | ------------------ | ------------------ |
| Marítimo         | 2 – 1              | Académica          |
| Oliveirense      | 1 – 2              | Famalicão          |
| Oriental Lisbona | 3 – 2              | Estoril Praia      |
| Leixões          | 1 – 1 (5–4 d.c.r.) | Académico de Viseu |
| União Madeira    | 0 – 1              | Paços Ferreira     |
| Penafiel         | 1 – 2              | Portimonense       |
| Atlético CP      | 0 – 2              | Belenenses         |
| Tondela          | 0 – 0 (6-7 d.c.r.) | Nacional           |
| Rio Ave          | 3 – 2              | Vitória Guimarães  |
| Varzim           | 0 – 0 (3-4 d.c.r.) | Arouca             |
| Feirense         | 1 – 1 (4-3 d.c.r.) | Boavista           |
| Moreirense       | 1 – 0              | Vitória Setúbal    |

## Terzo turno

### Girone A
| Squadra   | P.ti | G | V | P | S | RF | RS | DR |
| --------- | ---- | - | - | - | - | -- | -- | -- |
| Marítimo  | 7    | 3 | 2 | 1 | 0 | 7  | 3  | +4 |
| Feirense  | 6    | 3 | 2 | 0 | 1 | 5  | 4  | +1 |
| Famalicão | 4    | 3 | 1 | 1 | 1 | 1  | 1  | 0  |
| Porto     | 0    | 3 | 0 | 0 | 3 | 1  | 6  | -5 |

|           | Fam   | Fei   | Mar   | Por   |
| Famalicão |       | 0 - 1 |       | 1 - 0 |
| Feirense  |       |       | 2 - 4 | 2 - 0 |
| Marítimo  | 0 - 0 |       |       |       |
| Porto     |       |       | 1 - 3 |       |

### Girone B
| Squadra          | P.ti | G | V | P | S | RF | RS | DR |
| ---------------- | ---- | - | - | - | - | -- | -- | -- |
| Benfica          | 9    | 3 | 3 | 0 | 0 | 8  | 1  | +7 |
| Moreirense       | 4    | 3 | 1 | 1 | 1 | 5  | 8  | -3 |
| Nacional         | 4    | 3 | 1 | 1 | 1 | 1  | 1  | 0  |
| Oriental Lisbona | 0    | 3 | 0 | 0 | 3 | 2  | 6  | -4 |

|            | Ben   | Mor   | Nac   | Ori   |
| Benfica    |       |       | 1 - 0 |       |
| Moreirense | 1 - 6 |       | 0 - 0 |       |
| Nacional   |       |       |       | 1 - 0 |
| Oriental   | 0 - 1 | 2 - 4 |       |       |

### Girone C
| Squadra          | P.ti | G | V | P | S | RF | RS | DR |
| ---------------- | ---- | - | - | - | - | -- | -- | -- |
| Portimonense     | 9    | 3 | 3 | 0 | 0 | 9  | 3  | +6 |
| Sporting Lisbona | 6    | 3 | 2 | 0 | 1 | 4  | 3  | +1 |
| Paços Ferreira   | 1    | 3 | 0 | 1 | 2 | 4  | 7  | -3 |
| Arouca           | 1    | 3 | 0 | 1 | 2 | 2  | 6  | -4 |

|                   | Aro   | PdF   | Por   | SpL   |
| Arouca            |       | 1 - 1 |       | 0 - 1 |
| Paços de Ferreira |       |       | 2 - 3 |       |
| Portimonense      | 4 - 1 |       |       | 2 - 0 |
| Sporting Lisbona  |       | 3 - 1 |       |       |

### Girone D
| Squadra    | P.ti | G | V | P | S | RF | RS | DR |
| ---------- | ---- | - | - | - | - | -- | -- | -- |
| Braga      | 7    | 3 | 2 | 1 | 0 | 6  | 1  | +5 |
| Rio Ave    | 5    | 3 | 1 | 2 | 0 | 3  | 2  | +1 |
| Belenenses | 4    | 3 | 1 | 1 | 1 | 6  | 3  | +3 |
| Leixões    | 0    | 3 | 0 | 0 | 3 | 1  | 10 | -9 |

|            | Bel   | Bra   | Lei   | RiA   |
| Belenenses |       |       | 4 - 0 |       |
| Braga      | 2 - 1 |       |       |       |
| Leixões    |       | 0 - 4 |       | 1 - 2 |
| Rio Ave    | 1 - 1 | 0 - 0 |       |       |

## Semifinali
| Squadra 1 | Risultato | Squadra 2    |
| --------- | --------- | ------------ |
| Marítimo  | 3 – 1     | Portimonense |
| Benfica   | 2 – 1     | Braga        |

## Finale
| Arbitro: | Fábio Veríssimo (Leiria) |

|                                        |           |                                                                           |
| João Diogo 45+1’ Fransérgio 83’ (rig.) | Marcatori | 11’ Jonas 18’, 38’ Mitroglou 77’ Gaitán 90+1’ Jardel 90+3’ (rig.) Jiménez |